# Chevalierella elaeidis
Chevalierella elaeidis är en fjärilsart som beskrevs av Ghesquière 1943. Chevalierella elaeidis ingår i släktet Chevalierella och familjen mott. Inga underarter finns listade i Catalogue of Life.